# أنجلو موراتي
أحد ابرز روؤساء نادى انتر ميلان في عصره الذهبي في ستينات القرن العشرين وهو اب رئيس نادى انتر ميلان السابق ماسيمو موراتي
كان رئيس الإنتر عندما حققوا دوري أبطال أوروبا عام 64 وعام65
1. ↑  autori vari (1960), Dizionario Biografico degli Italiani (بالإيطالية), QID:Q1128537